# Естествознание
Естествозна́ние (устар.: естествоиспытание; естественная история) — совокупность знаний о природных объектах, явлениях и процессах. Естествознание возникло до образования отдельных естественных наук. Оно активно развивалось в XVII—XIX веках. Учёных, занимавшихся естествознанием или накоплением первичных знаний о природе, называли естествоиспытателями.
С современной точки зрения, естествознание — область науки, включающая совокупность естественных наук, взятых как целое, при этом к естественным наукам относят разделы науки, отвечающие за изучение природных (естественных — от «естество», природа) явлений, в отличие от гуманитарных и социальных наук, изучающих человеческое общество. В историческом контексте объединение понятий естествознание и естественные науки недопустимо, так как в период развития естествознания отдельные естественные науки ещё не сформировались.
Математику объединяют с логикой в комплекс формальных наук и не включают в естественные науки, поскольку их методология существенно отличается от методологии естественных наук. По той же причине к естественным наукам вряд ли может быть отнесена большая часть современной информатики. Исследования, посвящённые обработке информации в природе, мозге и обществе, выделяются в специальный раздел естественной информатики.

## История естествознания
Естествознание появилось более 3000 лет назад. Тогда не было разделения на физику, химию, биологию, географию и астрономию. Науками занимались философы. С развитием торговли и мореплавания началось развитие географии, а также астрономии, необходимой для навигации, а с развитием техники — развитие физики, химии.
Происхождение естественных наук связано с применением философского натурализма к научным исследованиям. Принципы натурализма требуют изучать и использовать законы природы, не привнося в них законы, вводимые человеком, то есть исключая произвол человеческой воли.
В период позднего Средневековья (XIV—XV века) постепенно осуществляется пересмотр основных представлений античной естественнонаучной картины мира и складываются предпосылки для создания нового естествознания, новой физики, новой астрономии, возникновения научной биологии. Такой пересмотр базируется, с одной стороны, на усилении критического отношения к аристотелизму, а с другой стороны, на трудностях в разрешении тех противоречий, с которыми столкнулась схоластика в логической, рациональной интерпретации основных религиозных положений и догматов.
Одно из главных противоречий, попытки разрешения которого толкали средневековую схоластическую мысль на «разрушение» старой естественнонаучной картины мира, состояло в следующем: как совместить аристотелевскую идею замкнутого космоса с христианской идеей бесконечности божественного всемогущества? Ссылки на всемогущество Бога служили у средневековых схоластов основанием для отказа от ряда ключевых аристотелевских представлений и выработки качественно новых образов и представлений, которые впоследствии способствовали формированию предпосылок новой механистической картины мира. К таким качественно новым представлениям и образам могут быть отнесены следующие:
- допущение существования пустоты, но пока не абстрактной, а лишь как нематериальной пространственности, пронизанной божественностью (поскольку Бог не только всемогущ, но и вездесущ, как считали схоласты).
- изменяется отношение к проблеме бесконечности природы. Бесконечность природы всё чаще рассматривается как позитивное, допустимое и очень желательное (с точки зрения религиозных ценностей) начало. Такое начало как бы проявляло такую атрибутивную характеристику Бога как его всемогущественность.
- как следствие образа бесконечного пространства возникает и представление о бесконечном прямолинейном движении.
- возникает идея о возможности существования бесконечно большого тела. Образ пространственной бесконечности постепенно перерастает в образ вещественно-телесной бесконечности. При этом рассуждали примерно так: «Бог может создать всё, в чём не содержится противоречия; в допущении бесконечно большого тела противоречия нет; значит, Бог может его создать».
- всё чаще допускалось существование среди движений небесных тел не только идеальных (равномерных, по окружности), соизмеримых между собой, но и несоизмеримых. Иррациональность переносилась из земного мира в надлунный, божественный мир. В этом перенесении усматривали признаки творящей силы Бога: Бог способен творить новое повсюду и всегда. На этом пути снималось принципиальное аристотелевское различие мира небесного и мира земного и закладывались предпосылки интеграции физики, астрономии и математики.

Качественные сдвиги произошли как в кинематике, так и в динамике. В кинематике средневековые схоласты вводят понятия «средняя скорость» и «мгновенная скорость», «равноускоренное движение» (они его называли униформно-дифформное). Они определяют мгновенную скорость в данный момент как скорость, с какой стало бы двигаться тело, если бы с этого момента времени его движение стало равномерным. И, кроме того, постепенно вызревает понятие ускорения.
В эпоху позднего средневековья получила значительное развитие динамическая «теория импетуса», которая была мостом, соединявшим динамику Аристотеля с динамикой Галилея. Жан Буридан (XIV век) объяснял с точки зрения теории импетуса падение тел. Он считал, что при падении тел тяжесть запечатлевает в падающем теле «импетус», поэтому и скорость его всё время возрастает. Величина импетуса, по его мнению, определяется и скоростью, сообщённой телу, и «качеством материи» этого тела. Импетус расходуется в процессе движения для преодоления трения, и когда импетус растрачивается, тело останавливается.
Аристотель считал главным параметром для любого момента движения расстояние до конечной точки, а не расстояние от начальной точки движения. Благодаря теории импетуса внимание исследовательской мысли постепенно переносилось на расстояние движущегося тела от начала движения: тело, падающее под действием импетуса, накапливает его всё больше и больше по мере того, как оно отдаляется от исходного пункта. На этом пути складывались предпосылки для перехода от понятия импетуса к понятию инерции. Всё это постепенно готовило возникновение динамики Галилея.

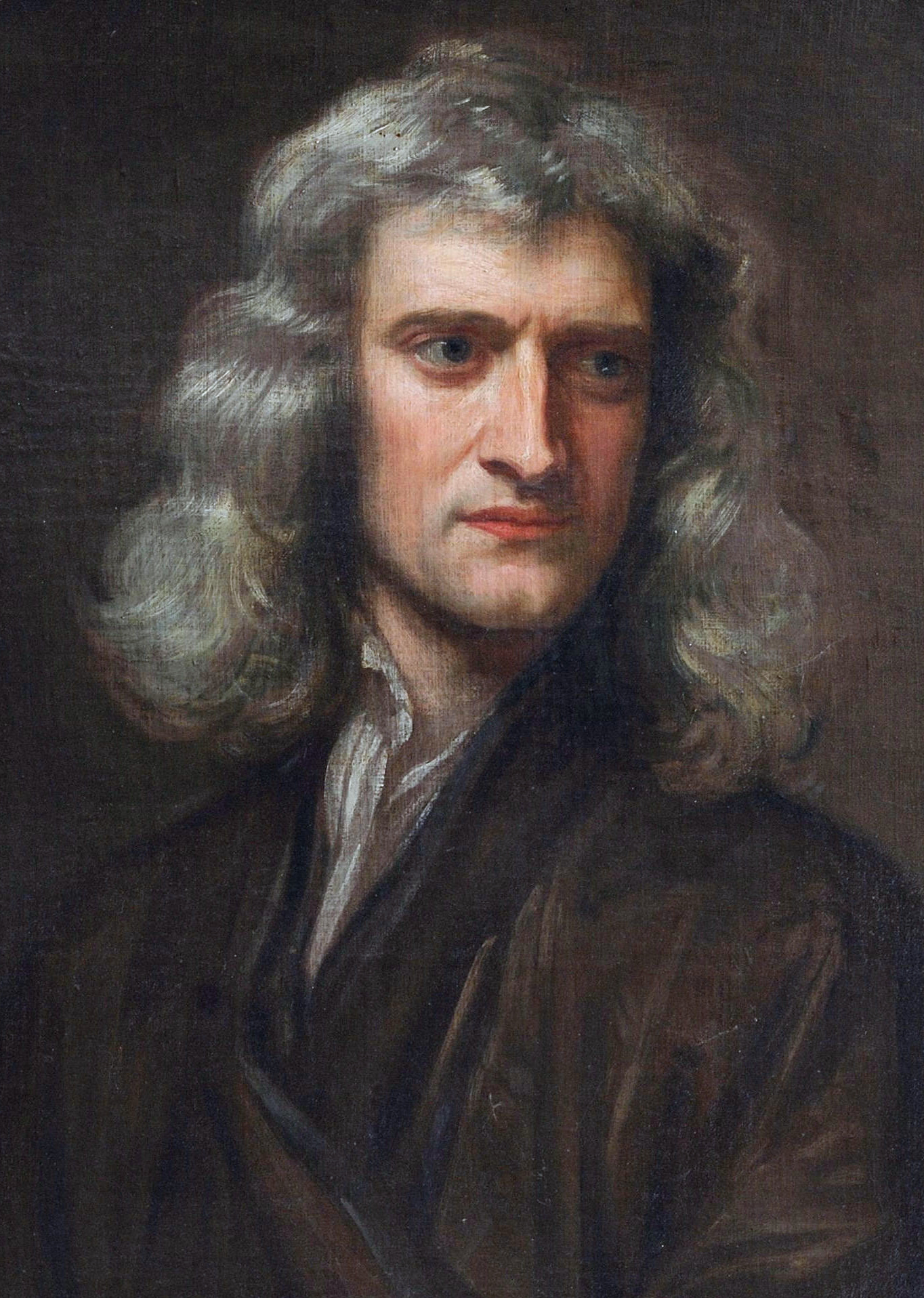
Ньютон, Исаак

Отрезок времени примерно от даты публикации работы Николая Коперника «Об обращениях небесных сфер» (De Revolutionibus), то есть с 1543 г., до деятельности Исаака Ньютона, сочинение которого «Математические начала натуральной философии» было опубликовано в 1687 году, обычно называют периодом «научной революции».
До этого истинным и имеющим всеобщую силу считалось знание, полученное чистой логикой. Основным методом познания была дедукция. Знание же, идущее из наблюдения, считалось частичным, не имеющим всеобщей действительности. Индуктивный метод — заключение об общем по частным наблюдениям — приживался лишь очень постепенно. Начиная же с Коперника главным методом научного исследования стало наблюдение за природой и проведение экспериментов. Сегодня это называется «эмпирический метод». Для нас сейчас он естественен, но признан он был только в XVII веке, а распространился лишь в XVIII веке.
Теоретическое обоснование новой научной методики принадлежит Фрэнсису Бэкону, обосновавшему в своём «Новом органоне» переход от традиционного дедуктивного подхода (от общего — умозрительного предположения или авторитетного суждения — к частному, то есть к факту) к подходу индуктивному (от частного — эмпирического факта — к общему, то есть к закономерности). Появление систем Декарта и особенно Ньютона — последняя была целиком построена на экспериментальном знании — знаменовали окончательный разрыв «пуповины», которая связывала нарождающуюся науку Нового времени с антично-средневековой традицией. Опубликование в 1687 году «Математических начал натуральной философии» стало кульминацией научной революции и породило в Западной Европе беспрецедентный всплеск интереса к научным публикациям. Среди других деятелей науки этого периода выдающийся вклад в научную революцию внесли также Браге, Кеплер, Галлей, Браун, Гоббс, Гарвей, Бойль, Гук, Гюйгенс, Лейбниц, Паскаль.

## Школы естествознания
Школы естествознания XVIII—XIX веков делились по вопросу о соотношении ныне действующих сил природы (в основном геологические и биологические факторы) с силами прошлого:
- Катастрофизм
- Униформизм
- Эволюционизм

Они отличались по роду (факторам), энергии (силе) и скорости (темпам) действующих раньше и теперь сил. У них разное отношение к принципу однообразия, непрерывности и суммирования мелких отклонений в течение длительного времени.

## Дальнейшие направления развития естествознания
Фундаментальные науки, возникшие из естествознания: физика, химия, биология, астрономия, география, геология. Затем на стыках этих наук появились такие науки, как геофизика, астрофизика, биофизика, биохимия, физическая химия, химическая физика, геохимия, метеорология, климатология, почвоведение. Кроме того, образовались прикладные науки, такие как агрохимия, экология, химическая технология, горное дело и прочие.